# Shōgo Yano
Shōgo Yano (矢野 奨吾 Yano Shōgo?,  Prefectura de Tokushima, Japón, 19 de marzo de 1989) es un actor y seiyū japonés, afiliado a Super Eccentric Theater. Yano se graduó de la Universidad de Hosei y debutó como actor en 2012, actuando en una obra teatral de su compañía. Su debut como seiyū se produjo en 2014, dando voz al personaje de Shingo Sawatari en la serie de anime Yu-Gi-Oh! ARC-V.
Ha sido condecorado junto a sus colegas Takeo Ōtsuka, Gakuto Kajiwara, Kotaro Daigo y Katsumi Fukuhara con el premio a "Mejores Actores Revelación", en la 14° entrega de los Seiyu Awards.

## Filmografía

### Anime
| Año  | Título                                  | Papel                |
| ---- | --------------------------------------- | -------------------- |
| 2014 | Yu-Gi-Oh! ARC-V                         | Shingo Sawatari      |
| 2016 | B-Project: Kodō*Ambitious               | Ingeniero            |
| 2017 | Digimon Universe: Appli Monsters        | Estudiante           |
| 2017 | Kekkai Sensen                           | Vendedor             |
| 2017 | The Idolmaster SideM                    | Nao Okamura          |
| 2018 | Kishuku Gakkou no Juliet                | Estudiante, árbitro  |
| 2018 | Nanatsu no Taizai: Imashime no Fukkatsu | Puora, Ende, Soracid |
| 2018 | The Idolmaster SideM: Wake Atte Mini!   | Nao Okamura          |
| 2018 | Tsurune                                 | Nanao Kisaragi       |
| 2019 | Given                                   | Mafuyu Satō          |
| 2019 | Mayonaka no Okaruto Kōmuin              | Tengu                |
| 2019 | Mob Psycho 100                          | Udo                  |
| 2020 | Number24                                | Takumi Hidaka        |
| 2022 | Fanfare of Adolescence                  | Yū Arimura           |
| 2023 | Tsurune Season 2                        | Nanao Kisaragi       |
| 2025 | Honey Lemon Soda                        | Kai Miura            |

### Películas animadas
- Free! Take Your Marks! (2017) como Amigo de Asahi
- Sayonara no Asa ni Yakusoku no Hana o Kazarō (2018) como Hombre de Iolf
- Given (2020) como Mafuyu Satō

### Videojuegos c
2016
- The Idolmaster SideM como Nao Okamura

2017
- Star Revolution☆88 Seiza no Idol Kakumei como Jun Kujira
- Hiragana Danshi Itsura no Kowe como No
- The Idolmaster SideM Live on Stage como Nao Okamura

### Televisión
- Shitsuren Chocolatier (Fuji TV, 2014)
- Beauty and The Fellow (NHK G, 2015) como Candidato A
- Iryū Sōsa (TV Asahi, 2015)
- Keishichō Nashigoren-ka (TV Asahi, 2016) como Ken'ichi Kurashiki